# Olympische Winterspiele 1998/Skilanglauf – 4 × 5 km (Frauen)
Die 4 × 5-km-Skilanglaufstaffel der Frauen bei den Olympischen Winterspielen 1998 fand am 16. Februar 1998 im Snow Harp in Hakuba statt. Olympiasieger wurde die russische Staffel mit Nina Gawriljuk, Olga Danilowa, Jelena Välbe und Larissa Lasutina. Die Silbermedaille ging an die Staffel aus Norwegen, Bronze an Italien.

## Daten
- Datum: 16. Februar 1998, 10:15 Uhr
- Höhenunterschied: 98 m/52 m
- Maximalanstieg: 44 m/51 m
- Totalanstieg: 195 m/177 m
- 64 Teilnehmerinnen aus 16 Ländern, davon alle in der Wertung

## Ergebnisse
| Platz | Land/Sportlerinnen                                                                                 | Zeit (min)                              |
| ----- | -------------------------------------------------------------------------------------------------- | --------------------------------------- |
| 1     | Russland Nina Gawriljuk Olga Danilowa Jelena Välbe Larissa Lasutina                                | 55:13,5 14:13,8 13:53,2 13:39,8 13:26,7 |
| 2     | Norwegen Bente Martinsen Marit Mikkelsplass Elin Nilsen Anita Moen                                 | 55:38,0 14:14,3 13:51,7 14:03,6 13:28,4 |
| 3     | Italien Karin Moroder Gabriella Paruzzi Manuela Di Centa Stefania Belmondo                         | 56:53,5 15:16,7 14:35,7 14:00,8 13:00,1 |
| 4     | Schweiz Sylvia Honegger Andrea Huber Brigitte Albrecht Natascia Leonardi                           | 56:55,2 14:41,2 14:43,6 13:39,8 13:50,6 |
| 5     | Deutschland Kati Wilhelm Manuela Henkel Constanze Blum Anke Schulze                                | 56:56,5 14:40,7 14:17,9 14:06,5 13:50,3 |
| 6     | Tschechien Jana Šaldová Kateřina Neumannová Kateřina Hanušová Zuzana Kocumová                      | 56:58,7 14:58,3 14:04,2 14:10,2 13:46,0 |
| 7     | Finnland Tuulikki Pyykkönen Milla Jauho Satu Salonen Anita Nyman                                   | 57:34,3 14:37,4 14:44,6 14:04,3 14:08,0 |
| 8     | Schweden Antonina Ordina Anette Fanqvist Magdalena Forsberg Karin Säterkvist                       | 57:53,7 14:32,0 14:44,8 14:12,1 14:24,8 |
| 9     | Ukraine Walentyna Schewtschenko Iryna Taranenko-Terelja Olena Hajassowa Maryna Pestrjakowa         | 57:54,8 14:57,2 13:53,1 14:39,2 14:25,3 |
| 10    | Japan Tomomi Ōtaka Sumiko Yokoyama Fumiko Aoki Kumiko Yokoyama                                     | 58:22,8 14:40,3 14:27,0 14:46,9 14:28,6 |
| 11    | Frankreich Sophie Villeneuve Annick Vaxelaire-Pierrel Anne-Laure Mignerey Karine Laurent Philippot | 58:27,7 14:35,6 14:48,5 15:06,7 13:56,9 |
| 12    | Kasachstan Swetlana Deschewych Oxana Jazkaja Swetlana Malachowa-Schischkina Olga Selesnjowa        | 59:11,3 14:41,6 14:36,0 15:06,8 14:46,9 |
| 13    | Polen Katarzyna Gębala Małgorzata Ruchała Dorota Kwaśny Bernadeta Bocek-Piotrowska                 | 59:56,7 15:41,8 15:00,8 14:45,1 14:29,0 |
| 14    | Belarus Svetlana Kamotskaya Kazjaryna Antonjuk Alena Sinkewitsch Ljudmila Karolik                  | 59:56,9 15:06,8 15:19,7 14:49,0 14:41,4 |
| 15    | USA Kerrin Petty Suzanne King Laura McCabe Laura Wilson                                            | 60:51,2 15:45,6 15:33,5 15:04,2 14:27,9 |
| 16    | Kanada Beckie Scott Milaine Thériault Sara Renner Jaime Fortier                                    | 61:09,9 14:38,1 15:14,7 15:34,1 15:43,0 |